# 野生动物

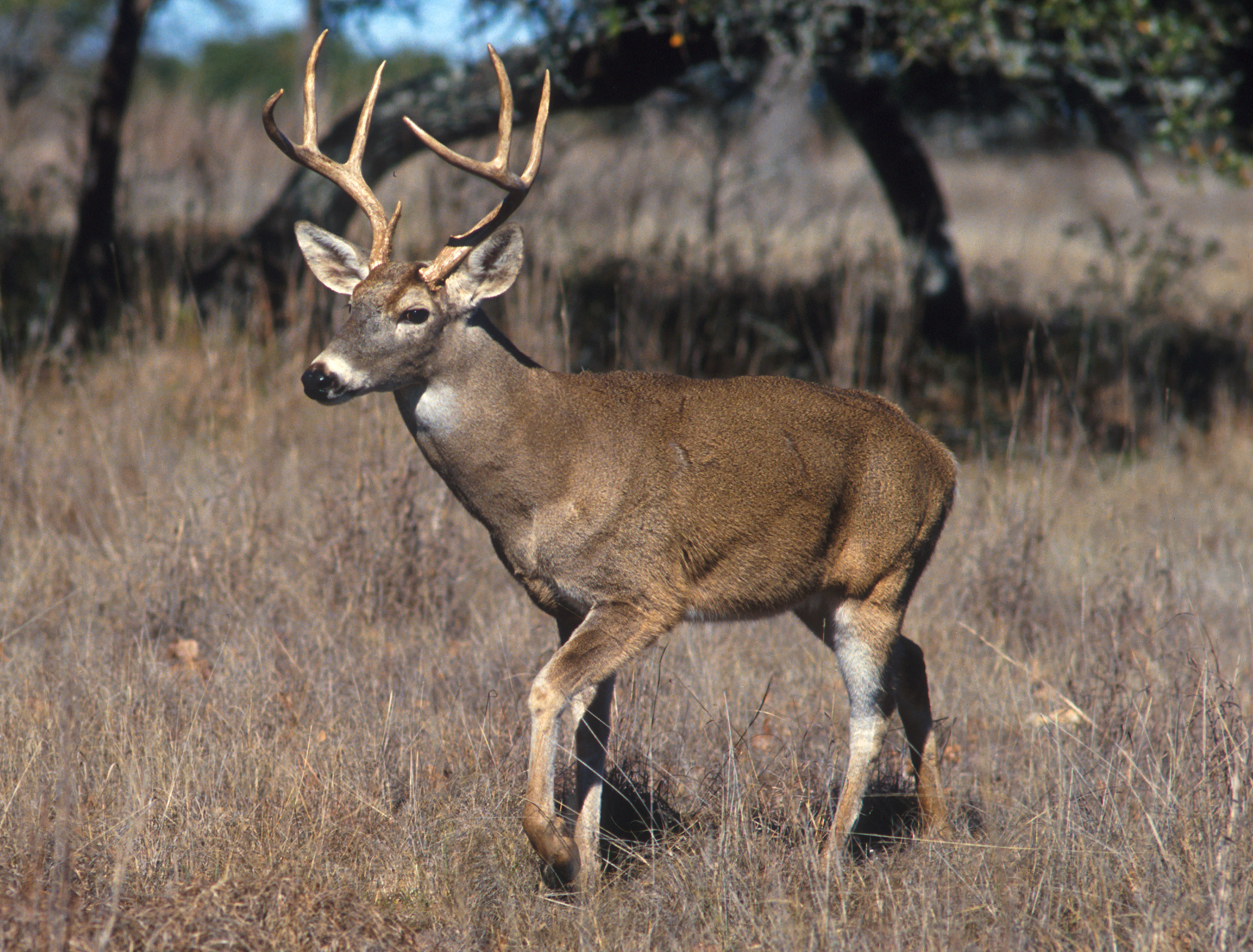
鹿是常见的野生动物种类

野生动物泛指各种生活在自然状态下、没有受到驯化和人工选择影响的动物。這一概念也可以擴展至野生生物，即除动物外还囊括所有在自然环境下存活并繁衍的植物、真菌、藻类和微生物等各类生物。根据各国和各机构的不同定义，“野生动物”一词可能包括或不包括被遗弃且已野化的家养动物、在人类聚居地的角落和绿地内栖息与人共生的各种动物、以及圈养在动物园、水族馆、生态箱、围场或囚笼内的未驯化动物。
自然界裡，野生动物时常会展现领地意识，会分泌有独特气味的体液或用排泄物來標識其栖息地范围宣示“主權”进行种内和种间竞争。许多野生动物还会本能的与其它物种（特别是人类）保持一个警戒距离，一旦侵入警戒范围就会触发战斗或逃跑反应。一些野生动物更是会出于捕食、领域或自卫的原因主动攻击人类。

## 概况
野生动物，故名思意，为野外生长繁殖的动物，一般而言，具有以下特征：
1. 野外独立生存，即不依靠外部因素如人类力量存活
2. 具有种群及排他性

## 野生动物保护
随着人类過度開發，野生动物的栖息地受到威胁，很多种类的野生动物已经灭绝或濒临灭绝。多国政府都有保护野生动物的专门法律。在亚洲不少国家，对于野生动物在食用和药用方面的旺盛需求也在威胁着野生动物。一些传说中的“特殊功效”被夸大，导致野生动物大量遭到猎杀。这类动物的制品有：海马、鱼翅、犀牛角、象牙、虎骨、燕窝、冬虫夏草等等。雖然
2016年，由世界自然基金会与倫敦動物學學會联合撰写的一份报告指出，自1970年以来全世界野生动物数量由于人类活动而减少了近60%。野生动物大量减少的直接原因是人类发展。世界人口在1960年至2016年之間增长超過一倍，導致其他动物的栖息地和食物减少。部分瀕危野生動物經過保育等過程已移出瀕危名單，但這些物種仍需要進行環境保護。
另外動物濫捕不只造成生態失衡，還可能造成傳染病的擴散，例如非典型肺炎、2019新型冠狀病毒以及其他部分已知的傳染病等等。

## 營養價值
聯合國糧食及農業組織指出：对野生动物肉类食品（野味）的营养价值的研究表明，野生动物的肉即使不比家畜好，也是相当的。总的趋势是大多数野生动物品种的肉趋向于低脂肪，而蛋白质含量等于或优于牛肉、羊肉、鸡肉或猪肉，并且维生素含量高得多。但同时因为野生动物的栖息环境与食谱并不可控，其体内携带寄生虫、传染病与显聚污染物的风险也远高于畜肉，因此有食品安全和卫生的隐患。

## 中国的野生动物
中国是野生动物种类最为丰富的国家之一，脊椎动物种类约占世界种数的10%以上，其中哺乳类500种，鸟类1258种，爬行类412种，两栖类295种，鱼类3862种。其中许多为中国特有的珍稀物种，如大熊猫、金丝猴、朱鹮、褐马鸡、扬子鳄等。2020年10月，国家林草局公佈《关于规范禁食野生动物分类管理范围的通知》，要求禁止食用竹鼠、果子狸、豪猪、刺猬、猪獾等64种野生動物。

## 相關頁面
- 野味
- 叢林肉